# Ruwe korstkogelzwam
De ruwe korstkogelzwam (Biscogniauxia nummularia) is een zakjeszwam die behoort tot de familie Xylariaceae. Hij leeft saprotroof op dode takken van de beuk (Fagus sylvatica) in voedselrijk loofbos.

## Kenmerken

### Uiterlijke kenmerken
De ruwe korstkogelzwam vormt uitsluitend op dode beuken uitgestrekte platte, zwarte koolstofhoudende stromata. Ze kunnen rond zijn met een diameter van 5 tot 20 mm of onregelmatig ellipsvormig met een lengte van 15 tot 50 (-120) mm en een breedte van 10 tot 22 (–60) mm met een gemiddelde dikte van 0,6 ot 0,8 mm. Het weefsel onder de perithecia is onopvallend. De perithecia zelf zijn halfbolvormig 0,4-0,6 mm breed en 0,5-0,7 mm hoog. De perithecia zijn houtachtig. 

### Microscopische kenmerken
De kortgesteelde asci hebben een amyloïde apicale ring. De ascosporen zijn ondoorzichtig donkerbruin tot zwart, elliptisch en meten 10-13 × 7,5-8,5 µm. Het Q-getal is 1,5 tot 1,6.

## Verspreiding
De zwarte kogelkorstzwam  is een veel voorkomende ziekteverwekker die specifiek is voor beukenbomen en is waargenomen in heel Europa en Rusland. Hij komt vrij algemeen voor in Nederland.
De achteruitgang van de beuk (Fagus sylvatica) in Sicilië en Calabrië (Italië) is in verband gebracht met deze soort en experimenten hebben gesuggereerd dat deze ascomyceet een primaire pathogene rol speelt onder bepaalde omgevingsomstandigheden. Het veroorzaakt typisch strookkanker en algemeen houtbederf.

## Naam
De soortaanduiding nummularia is afgeleid van het Latijnse "nummus", wat een munt betekent, verwijzend naar de vaak ronde en muntachtige korsten. 

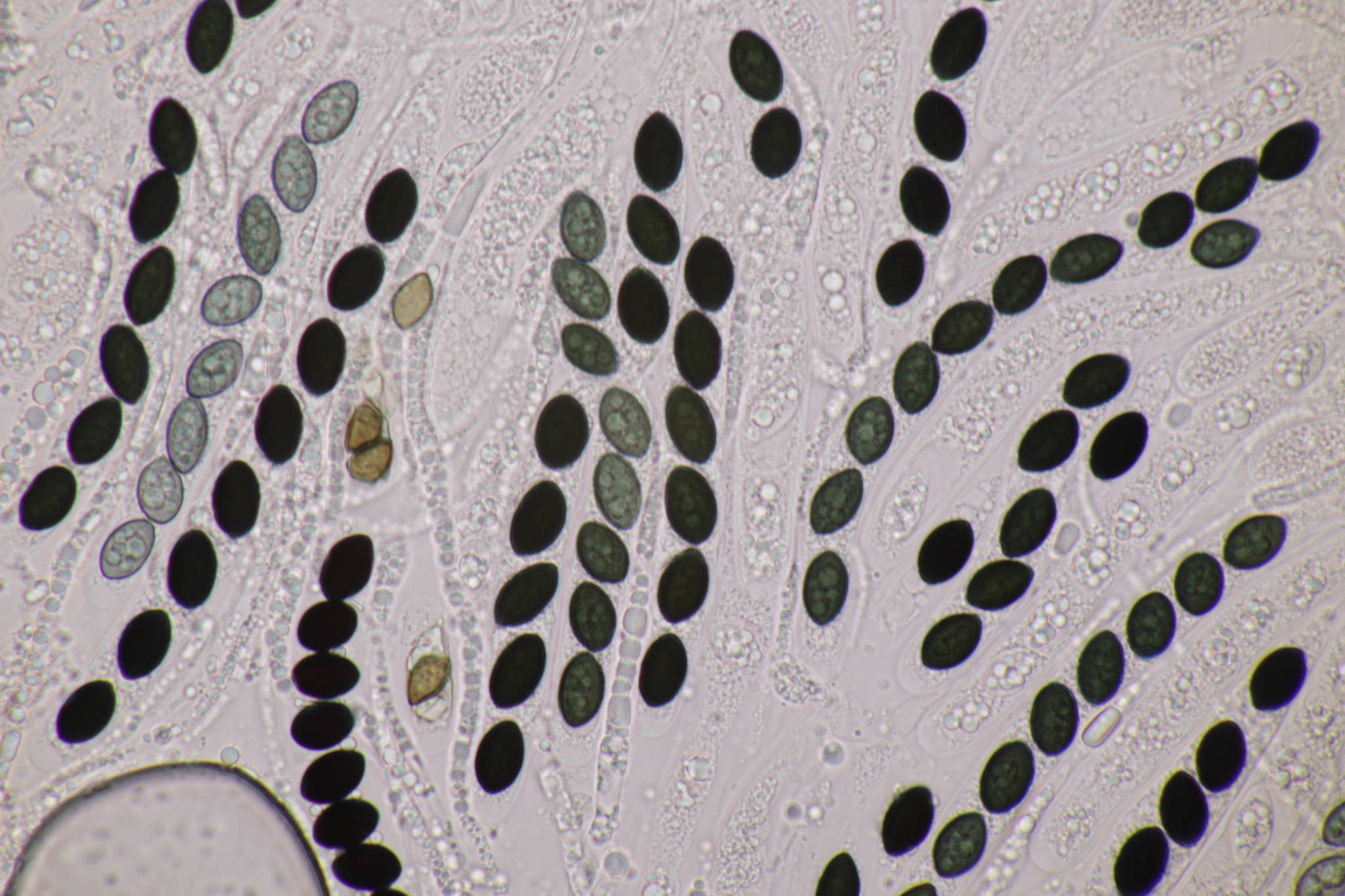
Sporen